# ピエール・リトバルスキー
ピエール・リトバルスキー（Pierre Littbarski, 1960年4月16日 - ）は、西ベルリン出身のドイツの元サッカー選手、現サッカー指導者。

## 選手経歴

### プロデビュー前
父親の先祖はロシアからの移民である。1960年、税務署に勤務する父親と秘書の仕事をする母親の間に、西ベルリンのシェーネベルクに生まれた。6歳か7歳の時にVfLシェーネベルクの下部組織に入団し、当時から巧みなドリブルや精度の高いフリーキックで目立つ存在であった。16歳の時にコーチとともにヘルタ・ツェーレンドルフの下部組織に移り、1978年に行われたユース年代の全国選手権で準優勝した。この大会の準決勝では1.FCケルンのユースチームと対戦し、彼らのマネージャーに見初められて大会後に移籍金5万マルクで1.FCケルンに移籍した。

### 1.FCケルン時代
移籍2年目の元サッカー日本代表の奥寺康彦とチームメイトになった。1.FCカイザースラウテルンとのプレシーズンマッチでデビュー。シーズンに入るとすぐさまレギュラーに定着してリーグ戦16試合に出場した。1980年10月に1.FCケルン監督に就任したリヌス・ミケルスは20歳のリトバルスキーをキャプテンに指名したが、厳格で規律を重んじる監督との間には確執が生じ、1983年に監督が退任するまで対立は続いた。
1982-83シーズンのDFBポカール決勝のSCフォルトゥナ・ケルン戦では優勝を決める得点を挙げた。その後数年間はスランプに陥り、ドイツ代表の南米遠征でのホンジュラス戦ではプロデビュー後初めてレッドカードによる退場処分を受けたが、1985-86シーズンのUEFAカップではハンマルビーIFやスポルティング・クルーベ・デ・ポルトゥガルを破って決勝に駒を進め、レアル・マドリードに2試合合計3-5で敗れたものの準優勝を果たした。
1986年夏、フランス・ディヴィジオン・アン（1部）に昇格したばかりのラシン・パリに移籍したが、開幕から低迷を続けたうえにフランスの文化や習慣になじめず、わずか1年の在籍で1.FCケルンに復帰した。DFモアテン・オルセン、MFトーマス・ヘスラー、GKボド・イルクナーなどの名選手がいたチームは快進撃を続け、1988-89シーズンには30試合5ゴール11アシスト、1989-90シーズンには34試合8ゴール11アシストの活躍で、2シーズン連続して2位の好成績を収めた。
1990年9月7日のトレーニング中に靭帯断裂の大怪我を負い、8か月の離脱を余儀なくされた。1991-92シーズンはチームメイトのモーリス・バナッハの事故死という悲しい出来事があったにもかかわらずリーグ戦で4位に入ったが、1992-93シーズンはツヴァイテ・リーガ（2部）降格の危機に瀕し、さらに外出禁止中に交通事故を起こして監督と衝突したため、クラブを離れる決断をした。リーグ29節のニュルンベルク戦では2ゴールを決めて1部チームを残留に導いた。ラストシーズンは26試合3ゴール10アシストの成績を残した。
ブンデスリーガでの通算成績は406試合に出場して116得点、欧州カップ戦には53試合に出場して16得点を記録している。2万2000人の観客を集めて行われたお別れ試合にはGKハラルト・シューマッハー、モアテン・オルセン、DFギド・ブッフバルト、トーマス・ヘスラー、MFローター・マテウス、FWカール＝ハインツ・ルンメニゲなどの名選手がずらりと勢ぞろいし、試合に出場した選手とフランツ・ベッケンバウアー監督の代表キャップ数を合計すると1100にも上った。

### ジェフ市原
1993年、1.FCケルンとの契約満了に伴いジェフユナイテッド市原へ移籍、推定年俸は当時の外国人選手としてはリーグ第2位の2億5000万であった。また、前年の1992年には浦和レッズからオファーがあったが、断った事を明かしている。契約以前に日本を訪れたことはなかったが、1.FCケルン時代にチームメイトだった奥寺康彦に「お前は前から日本人だったんだよ」と言われるリトバルスキーの性格と、控え目で秩序正しい日本人の性質がマッチし、「リティ」の愛称で親しまれCMにも出演するなど、創成期のJリーグにおいてチームの中心としてはもちろんリーグを代表する看板選手となり、圧倒的な存在感を示した。ジェフに入団するために日本にやって来た際には、約5000人のファンや大勢の報道陣が空港で待ち受けており、歓声を持って迎えられた。当時のJリーグは固定番号制ではなかったが、先発出場時にはドイツ代表で馴染みのある７番ではなく、必ず10番を選んでいた（後述）。なお、リトバルスキーは1993年にJリーグに在籍していた外国人選手の中で唯一、FIFAワールドカップ優勝経験がある選手である。1993年5月19日、ファーストステージ第2節のヴェルディ川崎戦で直接FKからJリーグ初ゴールを決めた。同年ファーストステージ、6月26日の横浜マリノス戦で決めたドリブルからの得点はJリーグ30周年ベストゴールのテクニカル部門にもノミネートされた。ファーストステージでは優勝候補のヴェルディ、マリノスに勝利するなど、一時チームは首位に立ち、加入効果は確実に表れていたが、攻撃面ではチームメートからの依存度が高まり、また疲れを見せるようになるとチームは失速、ファーストステージを5位で終えた。セカンドステージ、8月7日に札幌厚別公園競技場で行われたヴェルディ川崎戦では試合には1-2と敗れたが、コーナーキックから直接ゴールを決める技術の高さを見せるなど、リーグ戦35試合に出場し9得点、カップ戦は9試合に出場し2得点を挙げるなどチームの主力として活躍した。
しかし、翌1994年は清雲栄純監督との対立やネナド・マスロバルの加入もあり、チームから契約を延長しないことを告げられた。これに対し「自分のプレーをこれ以上見せられなくなるのは残念だ。」とコメントを残した。来シーズンの契約を結ばないと通告を受けた最初の試合となる9月10日の対ジュビロ磐田戦に出場し、3得点に絡む活躍を見せマンオブザマッチに選ばれた。そして9月21日の横浜フリューゲルス戦に先発し、0-3と敗戦した試合を最後にベンチ入りはせず、契約終了と共に現役引退を表明。引退試合として柏レイソルとのちばぎんカップが開催された。

### ブランメル仙台
1996年に現役復帰してジャパンフットボールリーグ（旧JFL）のブランメル仙台で2年間プレーした。1996シーズンのリーグ戦では5ゴールを挙げただけでなく、チーム最多となる12アシストを決めた。また同年のJFLオールスターサッカーではMVPに選出された。
1997年、ブランコ・エルスナーが監督に就任、3月29日、Jリーグカップ第6節で古巣ジェフ市原と対戦、先発出場すると、FKからアシストを決め、JFL開幕戦のNTT関東戦にこそ先発出場したが、その後は殆ど起用されず、エルスナー監督が成績不振で辞任し、ミロシュ・ルス新監督になると全く起用されず、この年限りで引退した。その後、JFA 公認S級コーチ資格を取得している。

## 代表経歴
1981年10月14日にユップ・デアヴァル監督によって1982 FIFAワールドカップ欧州予選・オーストリア戦に臨むドイツ代表に初招集され、初出場を果たすと、2ゴールを決める華々しいデビューを飾った。3度のFIFAワールドカップに出場し、優勝1回（1990年のイタリアワールドカップ）、準優勝2回（1982年のスペインワールドカップ、1986年のメキシコワールドカップ）を経験した。1990年の代表引退までに73試合に出場し18得点を記録した。
1982年のスペインワールドカップでは2次リーグのスペイン戦で1ゴール1アシスト、準決勝のフランス戦で1ゴール1アシストの活躍でチームを決勝に導くなど、大会最多の5つのアシストをマークした。メキシコワールドカップでは5試合に出場したが、準決勝のフランス戦と決勝のアルゼンチン戦は出場することなくベンチから試合を眺めた。UEFA欧州選手権1988ではグループリーグのイタリア戦、デンマーク戦でゴールを決め、準決勝に進出したがオランダに1-2と破れた。
1989年11月の1990 FIFAワールドカップ・ヨーロッパ予選・ウェールズ戦ではフランツ・ベッケンバウアー監督にキャプテンに指名され、この試合ではPKを失敗した。イタリアワールドカップではグループリーグのアラブ首長国連邦戦で2アシスト、コロンビア戦では代表でのラストゴールとなるゴールを決め、決勝トーナメント進出に貢献、準決勝のイングランド戦のみ出場していないが、決勝のアルゼンチン戦では先発フル出場を果たし優勝に貢献した。この試合が代表ラストマッチとなった。

## 指導者経歴
現役引退後は指導者の道へ進み、1999年には誕生したばかりの横浜FC初代監督に就任した。2年連続でJFL優勝を果たし、横浜FCをJリーグに導いた。ここで一旦退任し、ドイツ・ブンデスリーガでコーチ・監督を経験し、2003年と2004年には再び横浜FCを率いたが、このときは目立った成績を残せず退任した。2004年12月にはヴィッセル神戸監督就任が決定的だと報じられたが、2005年からはオーストラリアサッカープロリーグのシドニーFCを指揮し、同年のオセアニア・クラブチャンピオンシップ優勝に導き、チームはFIFAクラブワールドカップに出場した。

### アビスパ福岡監督時代
2007年より、J2に降格したばかりのアビスパ福岡の監督としてJリーグに復帰した。1年でのJ1復帰を至上命令として臨み、第1クールを首位で折り返すなど序盤は快調に勝利を重ねたが、中盤以降負けが増えだすとチームを立て直すことができず、昇格争いに戻ることの出来ないまま7位でシーズンを終えた。このシーズン終了後、福岡は主力を含む選手16人（登録メンバー31人の過半数）を戦力外にする大改革を行ったが、これには選手とリトバルスキーの確執が大きく絡んでいたとされる。
大幅に選手を入れ替えて迎えた2008年シーズンだったが、今度は開幕から全く調子が上がらず、チームは第1クールから10位以下に低迷した。3バックに変更するなどして少しずつ調子を上向かせたものの、結局7月にヘッドコーチの篠田善之がS級ライセンスを取得した事もあり、成績不振により解任された。

### その後の指導者経歴
2008年7月にはイラン・サイパFCの監督に就任したが、国内リーグでは最下位に低迷し、就任前に決勝トーナメント進出が決まっていたAFCチャンピオンズリーグでは決勝トーナメント1回戦で敗退と、全く結果を残せず、就任から3か月後の10月に解任された。同年11月にスイス・スーパーリーグ・FCファドゥーツの監督に就任したが、2008-09シーズンの成績から2部に降格した。ドイツ・ブンデスリーガのアイントラハト・フランクフルト就任の噂もあったがFCファドゥーツに残り、2009-10シーズンも同クラブで指揮をとったが、成績不振から2010年4月12日に解任された。
2010年6月、ドイツ・VfLヴォルフスブルクのアシスタント・コーチに就任した。2011年2月に前監督スティーブ・マクラーレンの解任に伴い代理監督に昇格した。同3月にマガト監督就任とともに退任し、アシスタントコーチに戻った。

## 人物

### プレースタイル
170cmに満たない身長ながら、柔軟なボールタッチを生かしたドリブル突破を持ち味としていた。プレースキックも得意であり、ジェフユナイテッド市原移籍後2戦目のヴェルディ川崎戦では25mの位置から直接フリーキックを決め、1993年にはどの選手よりも多くのフリーキックによる得点を挙げた
幼少期からラシン・パリ在籍時までは常に右ウィングまたは右サイドハーフとしてプレーしていたが、かねてより背番号10を身に着けるゲームメーカーに憧れており、1.FCケルン復帰後に初めてこのポジションでプレーする機会を得た。ブランメル仙台加入当初はリベロとしてもプレーした。

### 私生活
プロデビュー2年目の1979年、16歳の頃から付き合い早くから婚約していたドイツ人女性と結婚式を挙げた。1.FCケルン移籍直後はワンルームの狭い部屋で同棲していたが、結婚を機に近代的な高層マンションに移り、1.FCケルンでスター選手になってからは郊外のヴァイラースヴィストに持ち家を手に入れた。1982年に長女が誕生し、ラシン・パリ時代は妻が妊娠していたこともあって途中から単身赴任の形となった。日本行きに際しても妻と2人の娘はヴァイラースヴィストにとどまったため疎遠となり、その後に離婚した。日本で現夫人と知り合い、2男をもうけている。二男のルシアンは、プロサッカー選手である。
1989年春のドイツ連邦大統領選挙の際には連邦議会の選挙人となり、キリスト教民主同盟 (CDU) を支持していると報道されたために、CDUに反対する国民の間に過剰反応を引き起こした。新しく誕生したドイツ連邦共和国の首都問題に際して「ベルリンを首都にすることには反対だ」と答えたため、その意見に反対する者から洗濯かごいっぱいの手紙が届けられた。
日本語が流暢であり、サッカー番組のトークや解説などでは日本語で話すことが多い。中村俊輔がセルティックFCに所属していた際にグラスゴーで収録が行われた日本のテレビ番組に出演し、アルシンドとタッグを組んでさまざまな競技などで中村に挑戦した。アルシンドとともに（左利きの）中村に対して日本語で「右足で蹴れ」などと冷やかし、挑発に乗った中村は実際に右足で蹴った。

## 所属クラブ

### 選手
- 1978-1986 1.FCケルン
- 1986-1987 ラシン・クラブ・パリ / マトラ・ラシン
- 1987-1993 1.FCケルン
- 1993-1994 ジェフユナイテッド市原
- 1996-1997 ブランメル仙台

### 指導者
- 1999-2000 横浜FC 監督
- 2001 バイエル・レバークーゼン コーチ
- 2001-2002 MSVデュースブルク 監督
- 2003-2004 横浜FC 監督
- 2005-2006 シドニーFC 監督
- 2007-2008.7 アビスパ福岡 監督
- 2008.7-2008.10 サイパFC 監督
- 2008.11-2010.04 FCファドゥーツ 監督
- 2010.6-2012 VfLヴォルフスブルク アシスタント・コーチ→代理監督 (2011.2-.3) →アシスタント・コーチ

## 個人成績
| 国内大会個人成績 | 国内大会個人成績 | 国内大会個人成績 | 国内大会個人成績     | 国内大会個人成績 | 国内大会個人成績            | 国内大会個人成績 | 国内大会個人成績 | 国内大会個人成績 | 国内大会個人成績 | 国内大会個人成績 | 国内大会個人成績 |
| 年度             | クラブ           | 背番号           | リーグ               | リーグ戦         | リーグ戦                    | リーグ杯         | リーグ杯         | オープン杯       | オープン杯       | 期間通算         | 期間通算         |
| 年度             | クラブ           | 背番号           | リーグ               | 出場             | 得点                        | 出場             | 得点             | 出場             | 得点             | 出場             | 得点             |
| ドイツ           | ドイツ           | ドイツ           | ドイツ               | リーグ戦         | リーグ戦                    | リーグ杯         | リーグ杯         | DFBポカール      | DFBポカール      | 期間通算         | 期間通算         |
| ---------------- | ---------------- | ---------------- | -------------------- | ---------------- | --------------------------- | ---------------- | ---------------- | ---------------- | ---------------- | ---------------- | ---------------- |
| 1978-79          | 1.FCケルン       |                  | ブンデス1部          | 16               | 4                           |                  |                  |                  |                  |                  |                  |
| 1979-80          | 1.FCケルン       |                  | ブンデス1部          | 34               | 7                           |                  |                  |                  |                  |                  |                  |
| 1980-81          | 1.FCケルン       |                  | ブンデス1部          | 32               | 6                           |                  |                  |                  |                  |                  |                  |
| 1981-82          | 1.FCケルン       |                  | ブンデス1部          | 33               | 15                          |                  |                  |                  |                  |                  |                  |
| 1982-83          | 1.FCケルン       |                  | ブンデス1部          | 34               | 16                          |                  |                  |                  |                  |                  |                  |
| 1983-84          | 1.FCケルン       |                  | ブンデス1部          | 33               | 17                          |                  |                  |                  |                  |                  |                  |
| 1984-85          | 1.FCケルン       |                  | ブンデス1部          | 28               | 16                          |                  |                  |                  |                  |                  |                  |
| 1985-86          | 1.FCケルン       |                  | ブンデス1部          | 24               | 8                           |                  |                  |                  |                  |                  |                  |
| フランス         | フランス         | フランス         | フランス             | リーグ戦         | リーグ戦                    | F・リーグ杯      | F・リーグ杯      | フランス杯       | フランス杯       | 期間通算         | 期間通算         |
| 1986-87          | ラシン・パリ     |                  | ディヴィジオン・アン | 32               | 4                           |                  |                  |                  |                  |                  |                  |
| 1987-88          | マトラ・ラシン   |                  | ディヴィジオン・アン | 2                | 0                           |                  |                  |                  |                  |                  |                  |
| ドイツ           | ドイツ           | ドイツ           | ドイツ               | リーグ戦         | リーグ戦                    | リーグ杯         | リーグ杯         | DFBポカール      | DFBポカール      | 期間通算         | 期間通算         |
| 1987-88          | 1.FCケルン       |                  | ブンデス1部          | 31               | 8                           |                  |                  |                  |                  |                  |                  |
| 1988-89          | 1.FCケルン       |                  | ブンデス1部          | 30               | 5                           |                  |                  |                  |                  |                  |                  |
| 1989-90          | 1.FCケルン       |                  | ブンデス1部          | 34               | 8                           |                  |                  |                  |                  |                  |                  |
| 1990-91          | 1.FCケルン       |                  | ブンデス1部          | 15               | 2                           |                  |                  |                  |                  |                  |                  |
| 1991-92          | 1.FCケルン       |                  | ブンデス1部          | 36               | 1                           |                  |                  |                  |                  |                  |                  |
| 1992-93          | 1.FCケルン       |                  | ブンデス1部          | 26               | 3                           |                  |                  |                  |                  |                  |                  |
| 日本             | 日本             | 日本             | 日本                 | リーグ戦         | リーグ戦                    | リーグ杯         | リーグ杯         | 天皇杯           | 天皇杯           | 期間通算         | 期間通算         |
| 1993             | 市原             | -                | J                    | 35               | 9                           | 6                | 0                | 3                | 2                | 44               | 11               |
| 1994             | 市原             | -                | J                    | 28               | 1                           | 2                | 0                | 0                | 0                | 30               | 1                |
| 1996             | B仙台            | 10               | 旧JFL                | 27               | 5                           | -                | -                | 3                | 1                | 30               | 6                |
| 1997             | B仙台            | 10               | 旧JFL                | 2                | 0                           | 5                | 0                | 0                | 0                | 7                | 0                |
| 通算             | ドイツ           | ドイツ           | ブンデス1部          | 406              | 116\|\|\|\|\|\|\|\|\|\|\|\| |                  |                  |                  |                  |                  |                  |
| 通算             | フランス         | フランス         | ディヴィジョン・アン | 34               | 4\|\|\|\|\|\|\|\|\|\|\|\|   |                  |                  |                  |                  |                  |                  |
| 通算             | 日本             | 日本             | J                    | 63               | 10                          | 8                | 0                | 3                | 2                | 74               | 12               |
| 通算             | 日本             | 日本             | 旧JFL                | 29               | 5                           | 5                | 0                | 3                | 1                | 37               | 6                |
| 総通算           | 総通算           | 総通算           | 総通算               | 532              | 135\|\|\|\|\|\|\|\|\|\|\|\| |                  |                  |                  |                  |                  |                  |

## 代表歴

### 試合数
- 国際Aマッチ 73試合 18得点（1981年-1990年）[57]

| ドイツ代表 | 国際Aマッチ | 国際Aマッチ |
| 年         | 出場        | 得点        |
| ---------- | ----------- | ----------- |
| 1981       | 2           | 3           |
| 1982       | 15          | 5           |
| 1983       | 8           | 0           |
| 1984       | 3           | 0           |
| 1985       | 10          | 4           |
| 1986       | 7           | 0           |
| 1987       | 6           | 3           |
| 1988       | 8           | 0           |
| 1989       | 4           | 2           |
| 1990       | 10          | 1           |
| 通算       | 73          | 18          |

## タイトル

### 選手時代
1.FCケルン
- DFBポカール: 1982-83

ドイツ代表
- FIFAワールドカップ: 1990

個人
- キッカー誌ブンデスリーガベストイレブン:3回（1981-82、1984-85、1989-90）
- ドイツ年間最優秀ゴール: 1985
- JFLオールスターサッカーMVP : 1996

### 指導者時代
横浜FC
- 日本フットボールリーグ:2回（1999、2000）

個人
- シドニーFC殿堂入り : 2015

## 著書
- 『Litti -ピエール・リトバルスキー自伝-』山際淳司監修、同朋舎出版、1994年